# M/S Visby (1972)
M/S Visby var ett passagerarfartyg i Gotlandsbolagets tjänst under 1970-talet och början av 1980-talet. 1980 bytte hon namn till Drotten och några år senare såldes hon och lär fortfarande, i ombyggt skick, gå i trafik i Medelhavet.

## Bakgrund
M/s Visby var byggd vid Joso Lozovina Mosor shipyard i Trogir, Jugoslavien och sattes i trafik i december 1972 mellan Visby och Nynäshamn.
Vid samma skeppsvarv byggdes också systerfartyget "Gotland" 1973 som dock sattes in i trafiken mellan Gotland och fastlandet först 1975. "Gotland" var mer lyxigt inredd och hade något större passagerarkapacitet än "Visby".
M/s Visby var 125 meter lång, 20,5 meter bred och hade plats för 1671 passagerare och 300 bilar. Antalet hyttplatser var 400. Maskinerna gav  Visby en servicefart på 21 knop, vilket gjorde att hon under gynnsamma omständigheter tillryggalade sträckan mellan Nynäshamn och Visby på 4 och en halv timme.